# خيسوس فيليغاس
خيسوس فيليغاس (بالإسبانية: Jesús Villegas) هو منافس ألعاب قوى كولومبي، ولد في 23 أغسطس 1946.

## وصلات خارجية
- خيسوس فيليغاس على موقع أوليمبيديا (الإنجليزية)